# Ernst Abel (Musiker)
Ernst Abel oder Ernestus Abel oder Ernst Abell (* 1610 in Bremen; † 1680 in ebenda) war ein deutscher Cembalist, Bratschist und Hofmusiker.

## Biografie
Abel stammt aus der Musikerfamilie Abel und war der älteste Sohn des Musikers Heinrich Othmar Abel. Er trat 1636 im Dreißigjährigen Krieg als Cembalist oder 1637 in die neu geschaffene Stelle als Violist in die von dem Landesherrn des Herzogtums Calenberg Herzog Georg 1636 gegründete Hofkapelle ein. Als herzoglicher Hofmusikus konzertierte er mit dem Ensemble im Leineschloss bis mindestens 1641, zeitweilig unter dem Kapellmeister Heinrich Schütz.
Von 1650 bis 1656 oder 1651 bis 1662 wirkte Abel als Hofmusikus in Celle. Ab 1662 bis zu seinem Tod 1680 war er Stadtmusikus in seiner Geburtsstadt Bremen, deren Bürgerrechte er 1665 erwarb beziehungsweise als Ratsmusikmeister.